# Pamela O'Malley
Pamela O'Malley (Dublín, 12 de julio de 1929 – Madrid, 12 de febrero de 2006) fue una educadora y política irlandesa-española, impulsora de la renovación educativa y sindicalista en España durante la Dictadura y de la reforma educativa al llegar la democracia. Fue profesora del Colegio Británico de Madrid hasta su jubilación en 2003, actividad que compatibilizaba con su actividad política y sindical. 
Fue integrante del Partido Comunista español (PCE). O'Malley fue cofundadora de la Sección de Educación de Comisiones Obreras y contribuyó a la aprobación de la Asamblea General del Colegio de Médicos y Licenciados de Madrid de la Escuela Pública Alternativa en 1974. Trabajó en la creación y el desarrollo del Sindicato de Enseñanza de Madrid y de la Federación Estatal de Comisiones Obreras. Y también participó en la política feminista y progresista. 
Tras su jubilación, fue presidenta de la organización no gubernamental Asamblea de Cooperación por la Paz desde 2004 hasta su fallecimiento. El Ayuntamiento de Madrid votó a favor de dar el nombre de O'Malley a una vía de la ciudad en febrero de 2019. En Rivas Vaciamadrid cuenta con una calle en su honor.

## Primeros años
El 12 de julio de 1929, O'Malley nació en Dublín, Irlanda, hija del importador de licores, té y vino de Limerick, Patrick O'Malley, y de su esposa Kathleen (Kathleen Bonass de soltera). Criada en Limerick en el seno de una familia conservadora, tenía un hermano mayor y era prima segunda del deportista y político Donogh O'Malley. Hizo su primera visita a un proveedor de jerez en España en 1947 y le impresionó que el país fuera más puritano que Irlanda. O'Malley estudió en la University College Dublin y se hizo amiga de las figuras literarias Brendan Behan y Kate O'Brien.

## Carrera profesional y política
Regresó a España en 1953 y se instaló en Madrid. En los años 60, O'Malley se afilió al Partido Comunista Español y cofundó la rama educativa de Comisiones Obreras, que era un movimiento sindical ilegal y clandestino. Declaró que se había unido al Partido Comunista porque era el único con suficiente organización y coherencia para establecer "una oposición clandestina eficaz al dictador Francisco Franco" y que le impresionó su estrategia para reconciliar España y promover la democracia, dado que quería evitar otra Guerra civil española. O'Malley fue expulsada dos veces del partido, para ser readmitida posteriormente, por su pensamiento independiente. Sus actividades políticas la llevaron a cumplir dos penas de prisión y, mientras cumplía su condena en la Cárcel de Carabanchel por distribución y posesión de material comunista, O'Malley enseñó a sus compañeras a leer y escribir.
Más tarde pasó a formar parte del personal del Colegio Británico de Madrid. Y adoptó la doble nacionalidad irlandesa y española. Varios de los alumnos de O'Malley eran hijos de destacados miembros del gobierno de Franco. Contribuyó a la aprobación de la Asamblea General del Colegio de Médicos y Licenciados de Madrid de la Escuela Pública Alternativa en 1974. 
Tras la restauración de la democracia en España, O'Malley trabajó en la creación y desarrollo del Sindicato de Enseñanza de Madrid y de la Federación Estatal de Comisiones Obreras. Siguió implicada en la política feminista y radical, participando regularmente en las protestas callejeras por las imposiciones impuestas a las mujeres por los talibanes en Afganistán. O'Malley fue una de las varias personalidades eurocomunistas que fueron expulsadas del Partido Comunista Español en 1982. Se unió a la formación de Izquierda Unida, pero no siempre coincidió con sus puntos de vista y gradualmente simpatizó con el Partido Socialista Obrero Español (PSOE).
O'Malley es autora de la tesis doctoral sobre el movimiento educativo del franquismo que realizó en el Reino Unido. También ha coeditado el libro Education Reform in Democratic Spain con Oliver Boyd-Barrett. Se jubiló de la British School de Madrid en 2003. En 2001 recibió la Medalla de Oro al Mérito en el Trabajo que concede el Ministerio de Trabajo de España "por su labor en favor de la educación española." Aquel año mismo, fue nombrada Presidenta de la Asamblea de Cooperación por la Paz, una organización no gubernamental que promueve la armonía racial entre niñas y niños de distintas razas, construye escuelas y emprende otros proyectos en los países del Tercer Mundo. También recibió la Orden Civil de Alfonso X el Sabio que otorga el Ministerio de Educación de España, por su labor pedagógica.

## Vida privada
O'Malley era un ávida aficionada a los toros y se la describió como poseedora de "un conocimiento enciclopédico de la historia y el arte de la tauromaquia". Se casó con el divorciado estadounidense Gainor Crist en Gibraltar en 1952. Él aportó dos hijas del matrimonio anterior, que la sintieron como madre, y la pareja no tuvo descendencia. Ella no se volvió a casar tras el fallecimiento de Crist en 1964. El 12 de febrero de 2006, O'Malley falleció repentinamente de un derrame cerebral en Madrid.

## Relevancia y legado
El periódico The Irish Times escribió sobre ella: "Para sus amigos irlandeses, será recordada más por la cultura que por la política, y sobre todo por su exuberante y generoso sentido de la vida". Seamus Heaney señaló a O'Malley como una "irlandesa amigable, intelectualmente ágil, embriagadoramente compañera, capaz de bromear y reír, pero igualmente capaz de argumentar y defender con pasión". Manus O'Riordan dijo de ella: "La propia voz imperecedera de Pamela O'Malley es la exuberante voz de la España democrática de hoy, por la que ella misma luchó tan valientemente por conseguir mediante métodos pacíficos de lucha."
El 2 de abril de 2006 se celebró un servicio conmemorativo en el Irish Labour History Museum (Museo de Historia Laboral de Irlanda) de Dublín.
En 2007, tras su fallecimiento, Comisiones Obreras realizó un acto de homenaje y reconocimiento a su persona, su trayectoria y sus valores.
En febrero de 2019, el Ayuntamiento de Madrid votó a favor de poner su nombre a una vía de la capital española, la calle Pamela O'Malley, en su honor, convirtiéndola en la segunda mujer local en ser reconocida de esta manera en la península ibérica. En el municipio madrileño de Rivas Vaciamadrid, una calle lleva su nombre en reconocimiento a su labor.
En 2021, con motivo del 15 aniversario de su fallecimiento, Javier López, Patrono de las Fundaciones Abogados de Atocha y de la Sindical Ateneo 1.º de Mayo, escribió:

Pamela O'Malley fue una de aquellas hispanistas, venidas de Irlanda, como antes lo hiciera Gerald Brenan y después lo haría Ian Gibson, a la manera de aquella Rut Ormesby, la única brigadista irlandesa, enfermera, que murió en la guerra de España.
Quince años se cumplen de la muerte de Pamela y conviene recordarla como una de aquellas mujeres que vinieron de otros lugares del mundo, se enamoraron de nuestras gentes y de nuestras tierras y decidieron vivir con nosotros y compartir nuestro destino.